# ویل داونینگ
ویل داونینگ (انگلیسی: Will Downing؛ زادهٔ ۲۹ نوامبر ۱۹۶۳) یک موسیقی‌دان اهل ایالات متحده آمریکا است. وی از سال ۱۹۸۸ میلادی تاکنون مشغول فعالیت بوده‌است.